# Diciandiamida
La diciandiamida, 2-cianoguanidina o simplemente DCD es un nitrilo derivado de la guanidina. Es un dímero de cianamida, a partir del cual se puede preparar. La diciandiamida es un sólido incoloro que es soluble en agua, acetona y alcohol, pero no en disolventes orgánicos no polares.

## Producción y uso
La diciandiamida se crea cuando la ciandiamida de calcio se descompone en el suelo. Se fabrica industrialmente a partir de cianamida, técnicamente de cianamida de calcio por reacción con dióxido de carbono en un medio acuoso en presencia de álcalis. Se producen una variedad de compuestos útiles a partir de diciandiamida, guanidinas y melamina. Por ejemplo, la acetoguanamina y la benzoguanamina se preparan por condensación de cianoguanidina con el nitrilo:
{\displaystyle {\ce {(H2N)2C=NCN + RCN -> (CNH2)2(CR)N3}}}
En el laboratorio, la síntesis se realiza por dimerizando a partir de una disolución de cianamida tibia utilizando una disolución concentrada de amoníaco:
{\displaystyle {\ce {2 H2NCN -> H2NC(=NH)NHCN}}}
La diciandiamida también se usa como fertilizante de liberación de nitrógeno lento. Antiguamente, se usaba como combustible en algunos explosivos. Se utiliza en la industria de los adhesivos como agente de curado para resinas epoxídicas.

## Propiedades
Existen dos formas tautoméricas, que difieren en la protonación y la unión del nitrógeno al que está unido el grupo nitrilo:
La diciandiamida también puede existir en forma de ion híbrido a través de una reacción ácido-base formal entre los nitrógenos:
La pérdida de amoníaco (NH3) de la forma zwitteriónica, seguida de la desprotonación del átomo de nitrógeno central restante, da el anión dicianamino, [N(CN)2]−.

## Importancia biológica
La diciandiamida retrasa la nitrificación de compuestos de amonio a nitrato por Nitrosomonas y Nitrobacter y, por lo tanto, se usa como un inhibidor de nitrificación en agricultura. En última instancia, la diciandiamida también se descompone a urea en el suelo.